# Маркиз Рипон

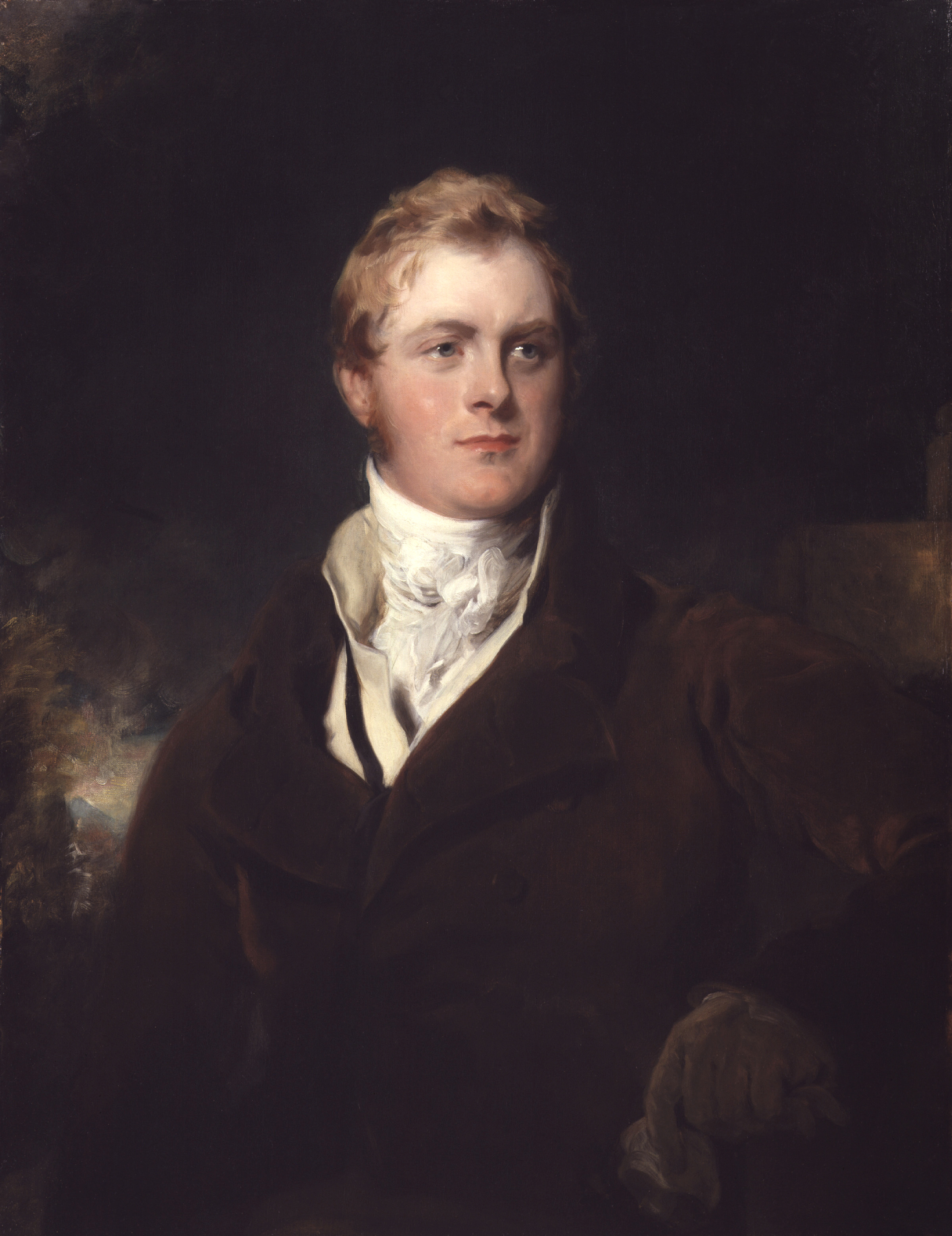
Фредерик Джон Робинсон, 1-й виконт Годрик и 1-й граф Рипон (1782—1859)

Маркиз Рипон в графстве Йоркшир — угасший титул пэра Соединённого королевства. Он был создан в 1871 году для либерального политика Джорджа Робинсона, 2-го графа Рипона (1827—1909). Род Робинсонов происходил от Уильяма Робинсона (ум. 1616), богатого йоркского купца, лорда-мэра и члена парламента от Йорка. Его внук сэр Уильям Робинсон также заседал в Палате общин и служил шерифом графства Йоркшир в 1638 году. Его старший сын Меткалф Робинсон (1629—1689), будучи членом Палаты общин Англии от Йорка, получил титул баронета в 1660 году. Он умер бездетным в 1689 году, а титул прервался. В следующем году титул баронета был воссоздан для его племянника Уильяма Робинсона (1655—1736), который стал 1-м баронетом из Ньюби в графстве Йоркшир. Он представлял Нортхаллертон и Йорк в Палате общин Англии. Его старший сын Меткалф Робинсон, 2-й баронет (1683—1736), пережил отца всего на четыре дня. Ему наследовал младший брат Танкред Робинсон, 3-й баронет (1685—1754). Он носил чин контр-адмирала в королевском флоте. В 1792 году после смерти его младшего сына, Нортона Робинсона, 5-го баронета, эта линия семьи Робинсонов прервалась.
В 1792 году титул унаследовал его двоюродный дядя, Томас Робинсон, 3-й барон Грэнтем (1781—1859), который стал 6-м баронетом. Он был внуком Томаса Робинсона, четвёртого сын 1-го баронета. Томас Робинсон (ок. 1695—1770) был видным дипломатом и политиком, служил послом в Австрийской империи (1730—1748), занимал должности государственного секретаря Южного Департамента (1754—1755) и председателя Палаты общин Великобритании (1754—1755). В 1761 году для него был создан титул барона Грэнтема из Грэнтема в графстве Линкольншир (пэрство Великобритании). Ему наследовал его старший сын, 2-й барон Грэнтем (1738—1786). Он также был успешным дипломатом и политиком, являлся послом в Испании и министром иностранных дел Великобритании. Лорд Грэнтем женился на Леди Мэри Джемайме Йорк, дочери Филиппа Йорка, 2-го графа Хардвика, и Джемаймы Йорк, 2-й маркизы Грей и 4-й баронессы Лукас, дочери Генри Грея, 1-го герцога Кентского.
Ему наследовал его старший сын и вышеупомянутый Томас Робинсон, 3-й барон Грэнтем. В 1803 году он принял фамилию «Уэддел». В 1833 году после смерти своей тётки по материнской линии он унаследовал титулы 2-го графа де Грея и 6-го барона Лукаса. Его тётя Эмэйбл (Аннабелла) Йорк (1751—1833) получила титулы баронессы Лукас (1797) и графини де Грей (1816). Леди де Грей была бездетной вдовой Александра Хьюма-Кэмпбелла, лорда Полварта (1750—1781), старшего сына Хью Хьюма-Кэмпбелла, 3-го графа Марчмонта. Томас, 2-й граф де Грей, также унаследовал фамильную резиденцию Врест-парк в Бедфордшире. В том же 1833 году, получив королевское разрешение, Томас поменял фамилию с Уэддела на де Грей.
Лорд де Грей не имел сыновей. Его дочь Энн Флоренс де Грей, вдова Джорджа Купера, 6-го графа Купера, унаследовала титул баронессы Лукас, а его племянник Джордж Робинсон, 2-й граф Рипон (1827—1909), получил титул графа де Грея. Он был единственным Фредерика Джона Робинсона, 1-го графа Рипона (1782—1859), второго сына Томаса Робинсона, 2-го барона Грэнтема. Фредерик Джон Робинсон занимал должности канцлера казначейства (1823—1827) и премьер-министра Великобритании (август 1827 — январь 1828). В 1827 году он получил титул 1-го виконта Годерика из Ноктона, в графстве Линкольншир (пэрство Соединённого королевства). В 1833 году для него был создан титул графа Рипона в графстве Кент (пэрство Соединённого королевства). В 1859 году ему наследовал второй сын, Джордж Фредерик Робинсон, 2-й граф Рипон (1827—1909). В том же 1859 году после смерти своего дяди он унаследовал титул графа де Грей и стал именоваться «графом де Греем и Рипоном». Он был видным либеральным деятелем и занимал различные должности во всех либеральных правительствах с 1861 по 1909 год. В 1871 году для него был создан титул маркиза Рипона в графстве Йоркшир (пэрство Соединённого королевства). Его преемником стал единственный сын Фредерик Оливер Робинсон, 2-й маркиз Рипон (1852—1923). Он представлял Рипон в палате общин Великобритании (1874—1880). В 1923 году после его смерти титулы маркиза Рипона, графа Рипона и графа де Грея пресеклись.

## Баронеты Робинсоны из Ньюби (1690)
- 1690—1736: Сэр Уильям Робинсон, 1-й баронет (19 ноября 1655 — 22 декабря 1736), сын Томаса Робинсона (ум. 1678)
- 1736—1736: Сэр Меткаф Робинсон, 2-й баронет (ок. 1683 — 2 декабря 1736), старший сын предыдущего
- 1736—1754: Сэр Танкред Робинсон, 3-й баронет (ок. 1685—1754), сын 1-го баронета
- 1754—1770: Сэр Уильям Робинсон, 4-й баронет (1713 — 4 марта 1770), старший сын предыдущего
- 1770—1792: Сэр Нортон Робинсон, 5-й баронет (ок. 1715—1792), младший сын 3-го баронета
- 1792—1859: Томас Филипп Робинзон, 6-й баронет и 3-й барон Грэнтем (8 декабря 1781 — 14 ноября 1859), старший сын Томаса Робинсона, 2-го барона Грэнтема (1738—1786)

## Бароны Грэнтэм (1761)
- 1761—1770: Томас Робинсон, 1-й Барон Грэнтем (24 апреля 1695 — 30 сентября 1770), сын сэра Уильяма Робинсона, 1-го баронета
- 1770—1786: Томас Робинсон, 2-й Барон Грэнтем (30 ноября 1738 — 20 июля 1786), сын Томаса Робинсона, 1-го барона Грэнтема
- 1786—1859: Томас Филипп Робинзон, 3-й Барон Грэнтем (8 декабря 1781 — 14 ноября 1859), старший сын Томаса Робинсона, 2-го барона Грэнтема (1738—1786), с 1833 года — 2-й граф де Грей.

## Графы де Грей (1816)
- 1816—1833: Эмэйбл Йорк, 1-я графиня де Грей (22 января 1751 — 4 мая 1833), старшая дочь Филиппа Йорка, 2-го графа Хардвика (1720—1790), и Джеймамы Хьюм-Кэмпбелл, маркизы Грей (1723—1797)
- 1833—1859: Томас Филипп де Грей, 2-й граф де Грей (8 декабря 1781 — 14 ноября 1859), старший сын Томаса Робинсона, 2-го барона Грэнтема (1738—1786)
- 1859—1909: Джордж Фредерик Сэмюэль Робинсон, 3-й граф де Грей, 1-й маркиз Рипон (24 октября 1827 — 9 июля 1909), второй сын Фредерика Джона Робинсона, 1-го графа Рипона

## Виконт Годрик (1827)
- 1827—1859: Фредерик Джон Робинсон, 1-й Виконт Годрик (1 ноября 1782 — 28 января 1859), второй сын Томаса Робинсона, 2-го барона Грэнтема (1738—1786), с 1833 года — 1-й граф Рипон.

## Графы Рипон (1833)
- 1833—1859: Фредерик Джон Робинсон, 1-й граф Рипон (1 ноября 1782 — 28 января 1859), второй сын Томаса Робинсона, 2-го барона Грэнтема (1738—1786)
- 1859—1909: Джордж Фредерик Сэмюэль Робинсон, 2-й граф Рипон (24 октября 1827 — 9 июля 1909), второй сын Фредерика Джона Робинсона, 1-го графа Рипона, также 4-й Барон Грэнтем и 3-й граф де Грей с 1859 года, 1-й маркиз Рипон с 1871 года.

## Маркизы Рипон (1871)
- 1871—1909: Джордж Фредерик Сэмюэль Робинсон, 1-й Маркиз Рипон (24 октября 1827 — 9 июля 1909), второй сын Фредерика Джона Робинсона, 1-го графа Рипона, и леди Сары Албании Луизы Хобарт (1893—1967)
- 1909—1923: Фредерик Оливер Робинсон, 2-й Маркиз Рипон (29 января 1852 — 22 сентября 1923), единственный сын предыдущего и Генриетты Анны Теодозии Вайнер (1833—1907).